# العلاقات الموريتانية النيجيرية
العلاقات الموريتانية النيجيرية هي العلاقات الثنائية التي تجمع بين موريتانيا ونيجيريا.

## مقارنة بين البلدين
هذه مقارنة عامة ومرجعية للدولتين:
| وجه المقارنة                                              | موريتانيا                 | نيجيريا                     |
| --------------------------------------------------------- | ------------------------- | --------------------------- |
| المساحة (كم2)                                             | 1.03 مليون                | 923.77 ألف                  |
| عدد السكان (نسمة)                                         | 4.42 مليون                | 190.89 مليون                |
| الكثافة السكانية (ن./كم²)                                 | 4.29                      | 206.64                      |
| العاصمة                                                   | نواكشوط                   | أبوجا، لاغوس                |
| اللغة الرسمية                                             | اللغة العربية، لغة فرنسية | لغة إنجليزية، اللغة اليوربا |
| العملة                                                    | أوقية موريتانية، أوقية ‏   | نيرة نيجيرية                |
| الناتج المحلي الإجمالي (بليون دولار)                      | 5.02 مليار                | 375.77 مليار                |
| الناتج المحلي الإجمالي (تعادل القوة الشرائية) بليون دولار |                           | 1.09 تريليون                |
| الناتج المحلي الإجمالي الاسمي للفرد دولار أمريكي          |                           | 2.64 ألف                    |
| الناتج المحلي الإجمالي للفرد دولار أمريكي                 | 3.91 ألف                  | 5.91 ألف                    |
| مؤشر التنمية البشرية                                      | 0.506                     | 0.514                       |
| رمز المكالمات الدولي                                      | +222                      | +234                        |
| رمز الإنترنت                                              | .mr                       | .ng                         |
| المنطقة الزمنية                                           | 00                        | ت ع م+01:00                 |

## منظمات دولية مشتركة
يشترك البلدان في عضوية مجموعة من المنظمات الدولية، منها:
| علم المنظمة | اسم المنظمة                                 | تاريخ انضمام موريتانيا | تاريخ انضمام نيجيريا |
| ----------- | ------------------------------------------- | ---------------------- | -------------------- |
|             | البنك الإفريقي للتنمية                      | ?                      | ?                    |
|             | المركز الدولي لتسوية المنازعات الاستشارية   | 14 أكتوبر 1966         | 14 أكتوبر 1966       |
|             | مؤسسة التنمية الدولية                       | 10 سبتمبر 1963         | 14 نوفمبر 1961       |
|             | مؤسسة التمويل الدولية                       | 29 ديسمبر 1967         | 30 مارس 1961         |
|             | الاتحاد البريدي العالمي                     | ?                      | ?                    |
|             | البنك الدولي للإنشاء والتعمير               | 10 سبتمبر 1963         | 30 مارس 1961         |
|             | منظمة التجارة العالمية                      | 31 مايو 1995           | ?                    |
|             | منظمة التعاون الإسلامي                      | ?                      | ?                    |
|             | منظمة حظر الأسلحة الكيميائية                | ?                      | ?                    |
|             | الأمم المتحدة                               | 27 أكتوبر 1961         | 7 أكتوبر 1960        |
|             | مجموعة دول أفريقيا والكاريبي والمحيط الهادئ | ?                      | ?                    |
|             | الاتحاد الأفريقي                            | 25 مايو 1963           | ?                    |
|             | وكالة ضمان الاستثمار متعدد الأطراف          | 8 سبتمبر 1992          | 12 أبريل 1988        |
|             | منظمة الشرطة الجنائية الدولية               | ?                      | ?                    |
|             | يونسكو                                      | 10 يناير 1962          | 14 نوفمبر 1960       |
|             | الاتحاد الدولي للاتصالات                    | 18 أبريل 1962          | 11 أبريل 1961        |

## وصلات خارجية
- موقع وزارة الخارجية النيجيرية